# Sadillac
Sadillac település Franciaországban, Dordogne megyében. Lakosainak száma 102 fő (2022. január 1.). Sadillac Ribagnac, Bouniagues, Saint-Perdoux, Saint-Capraise-d’Eymet, Razac-d’Eymet és Singleyrac községekkel határos.

## Népesség
A település népessége az elmúlt években az alábbi módon változott:
| Lakosok száma | 138  | 100  | 113  | 104  | 110  | 115  | 119  | 122  | 116  | 102  |
|               | 1968 | 1982 | 1990 | 2006 | 2013 | 2015 | 2017 | 2019 | 2020 | 2022 |